# 푼돈 도박꾼의 노래
"푼돈 도박꾼의 노래"(영어: The Ballad of a Small Player)는 2025년 공개 예정인 심리 스릴러 영화이다. 에드바르트 베르거가 감독을 맡았으며, 로렌스 오즈번의 동명 소설이 영화의 원작이다.